# Arlequin
Arlequin (jap. アルルカン Arurukan) – japoński pięcioosobowy zespół rockowy z nurtu visual kei założony w 2013 roku w Tokio.

## Historia
Powstanie Arlequin było związane z aspiracją bycia zespołem nowej generacji Nagoya kei, mrocznego podgatunku visual kei, który pojawił się na początku lat dziewięćdziesiątych. Wzorami były takie zespoły jak Kuroyume, Rouage czy Laputa.
Nazwa zespołu odpowiada francuskiemu terminowi oznaczającemu arlekina, błazeńską postać sceniczną, której korzenie często sięgają teatralnej tradycji włoskiej komedii dell'arte. Według własnych oświadczeń członków został wybrany, aby nadać wizerunkowi zespołu odrobinę „ekscentrycznego” oraz „toksycznego” wydźwięku.
Początki zespołu zostały ukoronowane szybkim sukcesem: ich pierwszy singel Arlequin z 2013 roku osiągnął 7. miejsce na liście Oricon Singles Chart, a w ciągu roku od powstania zespołu udało się wyprzedać wszystkie bilety na koncert w Shibuya Public Hall. Według różnych mediów osiągnęli ten wyczyn szybciej niż jakikolwiek inny zespół w poprzednich latach.
Arlequin regularnie odbywa duże trasy koncertowe po Japonii. W lipcu 2016 roku wokalista Aki został zmuszony do wycofania się z zaplanowanych występów na żywo, aby w pełni wyzdrowieć po przewlekłym zapaleniu strun głosowych z powodu nadużywania swojego głosu.
W kwietniu 2019 r. japońska strona muzyczna Real Sound stwierdziła, że Arlequin i Dezert mają potencjał, aby stać się „dwoma wielkimi działami” swojego pokolenia nurtu visual kei tak jak przed nimi X Japan, Luna Sea, Dir En Grey i Pierrot.
Arlequin był gospodarzem imprezy So no Sekai w Namba Hatch 27 sierpnia 2022 roku, w której brały udział zespoły takie, jak D'erlanger, Plastic Tree, Dezert i Kizu. 2 września 2022 roku zespół stracił kontakt z Tamonem. W wyniku czego postanowili przełożyć pierwsze trzy koncerty trasy z okazji 9-lecia, perkusista odezwał się ponownie 5 września. 24 października wzięli udział w koncercie organizowanym przez zespół Deadman w Shinjuku BLAZE.
20 stycznia 2023 roku Tamon poinformował, że wybiera się do szpitala z powodu gorączki, a zespół po raz kolejny stracił z nim kontakt. Po tym, jak był nieobecny podczas dwóch wydarzeń 21 i 22 stycznia, 23 stycznia został wyrzucony z zespołu.

## Członkowie
- Aki (暁) – wokal
- Kuruto (來堵) – gitara
- Nao (奈緒) – gitara
- Shohei (祥平) – gitara basowa

Byli członkowie
- Tamon (堕門) – perkusja

## Dyskografia

### Albumy
| Tytuł                       | Informacje                                              | Najwyższa pozycja |
| Tytuł                       | Informacje                                              | JPN (Oricon)      |
| --------------------------- | ------------------------------------------------------- | ----------------- |
| Near Equal (ニア・イコール) | - Wydany: 12 listopada 2014 - Wytwórnia: Goemon Records | 23                |
| Utopia                      | - Wydany: 8 czerwca 2016 - Wytwórnia: Goemon Records    | 27                |
| Bless                       | - Wydany: 29 sierpnia 2018 - Wytwórnia: Goemon Records  | 34                |
| The laughing man            | - Wydany: 19 sierpnia 2020 - Wytwórnia: ANIMA           | 68                |
| Monster                     | - Wydany: 21 lutego 2022 - Wytwórnia: ANIMA             | 52                |